# Erich Schmeil
Erich Schmeil (* 16. Juli 1943 in Kleve; † 5. Dezember 2013 in Leinfelden-Echterdingen), auch „Eisenfuß“ genannt, war ein deutscher Fußballspieler und -trainer.

## Karriere

### Als Spieler
Obwohl in Kleve geboren, begann Schmeil in Metternich im Kreis Euskirchen, bei der ortsansässigen Eintracht Metternich mit dem Fußballspielen. Später, nach Kleve zurückgekehrt, spielte er für den VfB 03 Kleve. Einige Jahre später zog es ihn nach München, dort gehörte den Amateuren des FC Bayern München an. Von 1964 bis 1967 war er für den 1. FC Normannia Gmünd als Mittelfeldakteur in der 1. Amateurliga Nordwürttemberg aktiv. Zur Saison 1967/68 wurde er von den Stuttgarter Kickers verpflichtet, für die er am 13. August 1967 beim 2:2-Unentschieden im Heimspiel gegen den FC 08 Villingen in der seinerzeit zweitklassigen Regionalliga Süd debütierte. Nach sieben Spielzeiten und 221 Punktspielen, in denen er zwölf Tore für die Kickers erzielte, verließ er den Stuttgarter Traditionsverein am Saisonende 1973/74 und wechselte zum TSV Eltingen, bei dem er nach einer Saison in der 1. Amateurliga Württemberg seine aktive Karriere beendete.

### Als Trainer
Nach seiner ersten Trainerstation, als Spielertrainer des TSV Eltingen, kehrte er bereits zu Beginn der Saison 1976/77 zu den Stuttgarter Kickers zurück und trainierte dort die Amateurmannschaft für drei Spielzeiten. In der zweiten Spielzeit führte er den Verein aus der 2. Amateurliga Nordwürttemberg in die Verbandsliga Württemberg. Danach war er in der Oberliga bzw. in der Verbandsliga Württemberg für den 1. FC Eislingen, 1. FC Pforzheim, FV Biberach und den SC Geislingen als Trainer tätig. Zu Beginn der Spielzeit 1989/90 übernahm er erneut das Traineramt der zweiten Mannschaft der Stuttgarter Kickers, mit der ihm der Durchmarsch von der Landesliga Württemberg bis in die Oberliga Baden-Württemberg gelang. Nach diesem Triumph war er noch bei den unterklassigen Vereinen TV Echterdingen, VfL Herrenberg und SC Echterdingen als Trainer tätig.

## Sonstiges
Schmeil wurde mit der Ehrennadel in Silber für 25 Jahre Vereinsmitgliedschaft und der Ehrennadel in Silber mit Goldrand für 35 Jahre Vereinsmitgliedschaft bei den Stuttgarter Kickers geehrt.
Schmeil starb nach langer, schwerer Krankheit im Alter von 70 Jahren; er hinterließ seine Ehefrau und vier Kinder.